# Exacum arabicum
Exacum arabicum är en gentianaväxtart som beskrevs av Mats Thulin. Exacum arabicum ingår i släktet Exacum och familjen gentianaväxter. Inga underarter finns listade i Catalogue of Life.